# بایکند

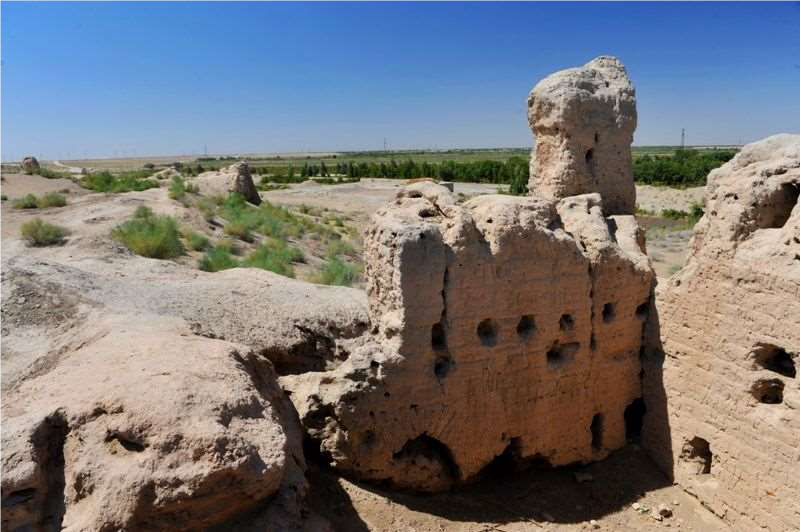
نمایی از شهری باستانی بایکند در ازبکستان - ۲۰۲۳

بایکند، شهری باستانی در ازبکستان، در پایین‌دست رود زرافشان و یکی از بزرگ‌ترین شهرهای واحه‌ای منطقه بوده‌است. این شهر شامل یک ارگ، دو آبادی و حومه بود. بایکند در حال حاضر برای ثبت به عنوان میراث جهانی یونسکو در دست بررسی است.

## وضعیت میراث جهانی
این سایت در ۱۸ ژانویه ۲۰۰۸ در رده فرهنگی به فهرست موقت میراث جهانی یونسکو اضافه شد.